# Asesinato de Junko Furuta
Junko Furuta (古田 順子 Furuta Junko, 18 de enero de 1971-4 de enero de 1989) fue una estudiante japonesa secuestrada, brutalmente torturada, violada y asesinada por cuatro estudiantes de su mismo colegio en diciembre de 1988. Su caso de homicidio fue conocido como el «caso del asesinato de la estudiante en cemento», debido a que su cuerpo fue descubierto en un bidón relleno de cemento fresco. El abuso sexual fue perpetrado principalmente por cuatro adolescentes, Hiroshi Miyano, Jō Ogura, Shinji Minato y Yasushi Watanabe, durante alrededor de un mes y medio, desde el 25 de noviembre de 1988 hasta el 4 de enero de 1989 (exactamente 44 días) 
Se considera que el crimen es el «peor caso de delincuencia juvenil» en el Japón de la posguerra.

## Junko Furuta
Furuta nació en Misato, Prefectura de Saitama, el 18 de enero de 1971. Vivía con sus padres, su hermano mayor y su hermano menor. Asistía a la escuela secundaria de Yashio-Minami y trabajaba desde octubre de 1988, a tiempo parcial en una fábrica de moldes de plástico durante el horario extraescolar, para ahorrar dinero para el viaje de graduación que había planeado. También aceptó un trabajo en una fábrica minorista de electrónica, donde tenía planeado trabajar después de graduarse. En la escuela secundaria, era muy querida por sus compañeros de clase, y una joven responsable con altas calificaciones y ausencias muy poco frecuentes.
Los perpetradores fueron cuatro chicos: Hiroshi Miyano (宮野裕史 Miyano Hiroshi?, 18 años), Jō Ogura (小倉譲 Ogura Jō?, 17), Shinji Minato (湊伸治 Minato Shinji?, 16), y Yasushi Watanabe (渡邊恭史 Watanabe Yasushi?, 17), quienes fueron referidos respectivamente como «A», «B», «C» y «D» en los documentos judiciales. En el momento del crimen, utilizaban el segundo piso de la casa de Minato como lugar de reunión y habían participado anteriormente en delitos como robo de carteras, extorsión y violación.

## Asesinato
El 25 de noviembre de 1988, Miyano y su amigo Minato deambularon por Tokio con la intención de robar y violar a chicas locales. A las 8:30 p. m., vieron a Furuta regresando en bicicleta a su casa después de terminar su trabajo a tiempo parcial. Bajo las órdenes de Miyano, Minato pateó a Furuta de su bicicleta e inmediatamente huyó de la escena. Miyano, bajo el pretexto de que era una coincidencia que había presenciado este ataque, se acercó a Furuta y le ofreció llevarla a su casa a salvo. Furuta, al aceptar esta oferta, no sabía que Miyano la estaba llevando a un almacén cercano, donde la intimidó revelándole sus conexiones con la Yakuza. Miyano amenazó con matarla cuando la violó en el almacén y una vez más en un hotel cercano. Desde el hotel, Miyano llamó a Minato y a sus otros amigos, Jō Ogura y Yasushi Watanabe, y la violaron en grupo. Según los informes, Ogura le pidió a Miyano que la mantuviera en cautiverio para permitir que numerosos hombres abusaran sexualmente de ella. El grupo tenía antecedentes de violación en grupo y recientemente habían secuestrado y violado a otra chica que fue liberada después.
Alrededor de las 3:00 a. m., Miyano llevó a Furuta a un parque cercano, donde Minato, Ogura y Watanabe estaban esperando. Habían recogido la dirección de su casa de un cuaderno en su mochila y le dijeron que sabían dónde vivía, y que los miembros de la yakuza matarían a su familia si intentaba escapar. Los cuatro muchachos la dominaron y la llevaron a una casa en el distrito Ayase de Adachi, donde fue de nuevo violada en grupo. La casa, que era propiedad de los padres de Minato, pronto se convirtió en su lugar habitual de pandillas.
El 27 de noviembre, los padres de Furuta contactaron con la policía sobre la desaparición de su hija. Para desalentar la investigación, los secuestradores la obligaron a llamar a su madre. Se vio obligada a decir que se había escapado, pero estaba a salvo y se quedaba con un "amigo". Furuta también se vio obligada a pedirle a su madre que detuviera la investigación policial sobre su desaparición. Cuando los padres de Minato estuvieron presentes, Furuta se vio obligada a hacerse pasar por la novia de uno de los secuestradores. Más tarde abandonaron esta pretensión cuando quedó claro que los padres de Minato no los denunciarían a la policía. Los Minato declararon que no intervinieron por miedo porque eran conscientes de las conexiones con la Yakuza de Miyano y temían represalias, y porque su propio hijo era cada vez más violento hacia ellos. El hermano de Minato también estaba al tanto de la situación, pero tampoco se atrevió a hacer nada para evitarlo.
Furuta permaneció cautiva en la residencia de Minato, donde estuvo durante alrededor de 40 días, tiempo durante el cual fue violada y torturada diariamente. El grupo responsable también invitó y alentó a sus otros amigos yakuza a atormentar a Furuta. Más tarde se dijo que más de 100 hombres habían participado en las violaciones y torturas. Según las declaraciones de los jóvenes en el juicio, los cuatro violaron y vejaron a Furuta de diversas maneras. Entre ellas, figuran la introducción de cuerpos extraños, incluyendo una barra de hierro en su vagina, obligarla a beber su propia orina, alimentarla con cucarachas, inserción de artefactos pirotécnicos en su recto y posteriormente prenderlos, forzar a Furuta a masturbarse frente a ellos y obligarla a bailar y cantar canciones mientras la golpeaban, amputación de un pezón con unos alicates y le perforaron los senos con agujas de coser, maniatarla y tirarle mancuernas al estómago y quemarla con cigarrillos y mecheros (una de esas quemaduras fue un castigo por intentar llamar a la policía). La situación llegó a tal punto que, según las declaraciones de uno de ellos, "le llevaba más de una hora arrastrarse escaleras abajo para ir al baño". Se dijo que Furuta cayó en la inconsciencia en varias ocasiones debido a los repetidos asaltos, lo que los llevaba a hundir su cabeza en un balde de agua fría cada vez para continuar la tortura. Cuando se encontró su cuerpo, había botellas de Oronamin C en su ano y su rostro era irreconocible. También se descubrió que estaba embarazada, a pesar del daño severo en su útero.
Algunos de los cómplices han sido identificados oficialmente, incluidos Tetsuo Nakamura y Koichi Ihara, quienes fueron acusados de violación después de que se encontró su ADN en el cuerpo de la víctima. Ihara fue presuntamente intimidado para forzarlo a violar a Furuta. Después de dejar la casa de Minato, le contó a su hermano sobre el incidente. Posteriormente, su hermano les dijo a sus padres, quienes contactaron a la policía. Dos policías fueron enviados a la casa de Minato; sin embargo, se les informó que no había ninguna chica adentro. Los oficiales de policía rechazaron una invitación para mirar alrededor de la casa, creyendo que la invitación por sí sola era prueba suficiente de que no había nada malo que encontrar. Ambos oficiales enfrentaron luego una reacción considerable de la comunidad. Si hubieran registrado la casa y localizado a Furuta, su terrible experiencia solo habría durado dieciséis días y bien podría haberse recuperado de sus heridas. Los dos oficiales fueron despedidos por no seguir el procedimiento.
A principios de diciembre, Furuta intentó llamar a la policía. Sin embargo, fue descubierta por Miyano antes de que pudiera decir algo. Cuando la policía volvió a llamar, Miyano les informó que la llamada de emergencia fue un error. Como castigo por contactar a las autoridades, los atacantes de Furuta rociaron sus piernas y pies con líquido de encendedor y les prendieron fuego. También empujaron una botella grande en su ano, causándole un sangrado severo y según los informes, tuvo convulsiones. Durante su juicio, declararon que pensaban que estaba fingiendo un ataque epiléptico, por lo que le prendieron fuego nuevamente. Sobrevivió a estas heridas y continuó siendo violada y torturada. Se informó que Furuta le pidió a sus captores en múltiples ocasiones que la "mataran y acabaran con esto", pero se negaron. En cambio, la obligaron a dormir afuera en el balcón en pleno invierno y la encerraron varias horas en un congelador. Uno de los secuestradores le dijo a la corte que sus manos y piernas estaban tan dañadas que le llevaba más de una hora arrastrarse escaleras abajo al baño. Debido a la gravedad de la tortura, finalmente perdió el control de la vejiga y el de sus esfínteres por lo que posteriormente fue golpeada por ensuciar las alfombras. Tampoco podía beber agua ni consumir alimentos ya que vomitaba después de cada intento, por lo cual recibió más palizas.
La brutalidad de los ataques alteró drásticamente la apariencia de Furuta. Su cara estaba tan hinchada que era difícil distinguir sus rasgos. Su cuerpo también estaba severamente lisiado, emitiendo un olor a putrefacción, lo que causó que los cuatro jóvenes perdieran interés sexual en ella. Como resultado, los jóvenes secuestraron y violaron en grupo a una joven de 19 años que, como Furuta, se dirigía a su casa del trabajo.
El 4 de enero de 1989, Furuta fue retada a jugar al mahjong. Pese a estar apenas viva, Furuta ganó la partida y Hiroshi Miyano decidió desahogar su ira contra ella. Debido a la frustración, los muchachos la golpearon con una barra de hierro, la patearon y golpearon, y colocaron dos velas cortas sobre sus párpados, quemándolos con la cera caliente. La pusieron de pie y le golpearon los pies con un palo. En este punto, ella cayó sobre una unidad estéreo y colapsó en un ataque de convulsiones. Como estaba sangrando profusamente y el pus emergía de sus quemaduras infectadas, los cuatro muchachos se cubrieron las manos con bolsas de plástico, que cerraron con cinta adhesiva en sus muñecas. Así continuaron golpeándola y dejaron caer una mancuerna de ejercicios de hierro sobre su estómago varias veces. Le vertieron líquido encendedor sobre los muslos, los brazos, la cara y el estómago y una vez más le prendieron fuego. Furuta supuestamente hizo intentos de apagar el fuego, pero gradualmente dejó de responder. Según los informes, el ataque duró dos horas. Furuta finalmente sucumbió a sus heridas y murió ese día.
Menos de un día después de su muerte, el hermano de Minato lo llamó para decirle que Furuta parecía estar muerta. Temerosos de ser condenados por asesinato, el grupo envolvió el cadáver en mantas y lo metió en una bolsa de viaje. Luego pusieron su cuerpo en un bidón metálico de 208 litros y lo llenaron con cemento fresco. Alrededor de las 8:00 p. m., cargaron el bidón y finalmente lo depositaron en una zona donde la gente solía abandonar basura y electrodomésticos viejos en Kōtō, Tokio.
El 23 de enero de 1989, Hiroshi Miyano y Jō Ogura fueron arrestados por la violación en grupo de la joven de 19 años que habían secuestrado en diciembre. El 29 de marzo, dos agentes de policía fueron a interrogarlos, ya que se había encontrado ropa interior femenina en sus direcciones. Durante el interrogatorio, uno de los oficiales llevó a Miyano a creer que la policía estaba al tanto de un asesinato cometido por él. Pensando que Jō Ogura había confesado los crímenes contra Furuta, Miyano le dijo a la policía dónde encontrar el cuerpo de Furuta. La policía quedó inicialmente perpleja por la confesión, ya que se referían al asesinato de una mujer diferente y su hijo de siete años que ocurrió nueve días antes del secuestro de Yunko. Ese caso sigue sin resolverse hasta el día de hoy.
La policía encontró el bidón que contenía el cuerpo de Furuta al día siguiente. Fue identificada a través de las huellas dactilares. El 1 de abril de 1989, Jō Ogura fue arrestado por una agresión sexual por separado y posteriormente arrestado de nuevo por el asesinato de Furuta. A esto le siguió la detención de Watanabe, Minato y el hermano de Minato. Se identificó formalmente a otros cómplices que participaron en el abuso de Furuta, entre los que estaban Tetsuo Nakamura y Koichi Ihara, que fueron acusados de violación después de que se encontrara su ADN en el cuerpo de la víctima y dentro de él.

## Juicio
A pesar de la brutalidad impactante de sus crímenes, la identidad de los jóvenes fue ocultada por la corte penal ya que todos eran considerados menores en el momento del crimen. La revista Shukan Bunshun reveló los nombres de los cuatro torturadores, indicando que "dada la gravedad del delito no merecían que se respetase su derecho al anonimato". Los cuatro muchachos se declararon culpables de "cometer lesiones corporales que resultaron en la muerte", en lugar de asesinato.
En julio de 1990, un tribunal de primera instancia condenó a Hiroshi Miyano, el presunto líder del crimen, a 17 años de prisión. Apeló su sentencia, pero el juez del Tribunal Superior de Tokio, Ryūji Yanase, lo sentenció a tres años adicionales de prisión. La sentencia de 20 años es la segunda sentencia más alta dada en Japón antes de la cadena perpetua. Tenía 18 años en el momento del asesinato. Según los informes, la madre de Miyano envió a los padres de Furuta 50 millones de yenes (equivalente a 425,000 dólares), luego de vender la casa de su familia.
A Miyano se le negó la libertad condicional en 2004. En enero de 2013, Miyano fue arrestado nuevamente por fraude. Debido a evidencia insuficiente, fue liberado sin cargos más tarde ese mes.
Nobuharu Minato, quien originalmente recibió una sentencia de 4 a 6 años, fue resentenciado de 5 a 9 años por el juez Ryūji Yanase en apelación. Tenía 16 años en el momento del asesinato. Los padres y el hermano de Minato no fueron acusados. Los padres de Furuta estaban consternados por las sentencias recibidas por los asesinos de su hija y ganaron una demanda civil contra los padres de Nobuharu Minato, en cuyo hogar se cometieron los crímenes. En 2018, Minato fue arrestado nuevamente por intento de asesinato después de golpear a un hombre de 32 años con una varilla de metal y cortarle la garganta con un cuchillo.
Yasushi Watanabe, quien originalmente fue sentenciado de 3 o 4 años de prisión, recibió una sentencia mejorada de 5 a 7 años. Tenía 17 años en el momento del asesinato.
Por su participación en el crimen, Jō Ogura estuvo ocho años en una prisión juvenil antes de ser liberado en agosto de 1999. Tenía 17 años en el momento del asesinato. Después de su liberación, se dice que se jactó de su papel en el secuestro, violación y tortura de Furuta. En julio de 2004, fue arrestado por agredir a Takatoshi Isono, un conocido con el que pensó que su novia podría haber estado involucrada. Ogura rastreó a Isono, lo golpeó y lo empujó dentro de su camioneta. Lo llevó de Adachi al bar de su madre en Misato, donde supuestamente Isono recibió una paliza durante 4 horas. Durante ese tiempo, Ogura repetidamente amenazó con matar al hombre, diciéndole que había matado antes y que sabía cómo salirse con la suya. Fue sentenciado a 7 años de prisión por el asalto a Isono y desde entonces ha sido liberado. La madre de Ogura supuestamente destrozó la tumba de Furuta, afirmando que había arruinado la vida de su hijo. También se ha informado de que Ogura había agotado los ahorros de su padre, dinero destinado a ser restituido a la familia de Furuta, comprando y consumiendo una serie de artículos de lujo.
Se consideró que las sentencias eran demasiado leves para los crímenes cometidos, y las 4 personas estaban protegidas por disposiciones especiales aplicadas a personas de 18 años o menos. Durante la sentencia, el juez comentó que se había infligido "violencia excepcionalmente grave y atroz" a la víctima, y que Junko Furuta había sido "asesinada tan brutalmente a la temprana edad de 17 años". Al escuchar los detalles de las brutales violaciones y torturas, un espectador en el juicio se desmayó. La madre de Furuta también tuvo un colapso mental, que requirió tratamiento psiquiátrico.

## Repercusión mediática
La prensa realizó una cobertura del hecho, enfocándose en la vida de Furuta y replanteando la poca dureza de la legislación japonesa contra delincuentes juveniles.
Lo horrible del caso captó la atención de los medios incluso internacionales y se han hecho desde películas hasta cómics, aunque la versión más fiel a lo que realmente ocurrió es un documental hecho poco después de la primera sentencia (en 1989) que solo se puede encontrar en japonés.
En él se puede ver el funeral de Junko. Sus compañeras la despidieron entre llantos, diciendo: “Bienvenida a casa, Jun-chan”.
Una de las notas conmemorativas de una de sus amigas declaró lo siguiente:

Jun-chan, bienvenida de nuevo. Nunca he soñado que te volveríamos a ver de esta manera. Debes haber tenido tanto dolor... tanto sufrimiento... El happi que todos hicimos para el festival escolar te quedaba muy bien. Nunca te olvidaremos. He oído que el director te ha presentado un certificado de graduación. Eso significa que nos graduamos juntos, todos nosotros. Jun-chan, no hay más dolor, no hay más sufrimiento. Por favor, descansa en paz...

El futuro empleador previsto de Furuta les entregó a sus padres el uniforme que habría usado en el puesto que había aceptado. El uniforme fue colocado en su ataúd. En su graduación, el director de la escuela presentó su diploma de escuela secundaria, que se entregó a sus padres. El lugar cerca de donde se descubrió el cuerpo se ha desarrollado desde entonces y ahora es el parque Wakasu.
Posteriormente y debido a los actos vandálicos en su tumba, el cuerpo de Furuta fue trasladado a Norteamérica, siendo enterrada en el Cementerio Paraíso Norte en Houston, Texas.

## Relevancia en el arte y cultura popular
- Tres filmes fueron hechos sobre la historia, Joshikôsei konkuriito-dume satsujin-jiken (publicada en inglés como: Concrete-Encased High School Girl Murder Case) por Katsuya Matsumura en 1995, Shônen no hanzai (publicada en inglés como: Juvenile Crime) por Gunji Kawasaki en 1997 y Konkurîto (publicada en inglés como: Concrete) por Hiromu Nakamura en 2004.[21]
- Un manga fue publicado en Japón en 2004, inspirado en el caso Junko Furuta: 17-sai. (publicada en Latinoamérica cómo: 17 años), creada por Fujii Seiji y Kamata Youji, en las páginas de la revista Manga Action de la editorial Futabasha, siendo recogida en 4 volúmenes tankoubon.
- Otro manga fue publicado en Japón en 2004, inspirado en el caso Junko Furuta: Shin Gendai Ryoukiden (publicada en inglés como: High School Girl in Concrete) y Traducida al Español como: La Chica Del Concreto, dibujado por Waita Uziga.
- La banda japonesa de rock The Gazette, con la canción: "Taion" ("Temperatura") y la canción de la banda Mr.Kitty, llamada "44 Days"; ambas son un homenaje al lamentable caso de Junko.
- La banda marroquí de rock/experimental Abu Lahab, en su EP de 2010 titulado "Moths From the Silver Reich", curiosamente en la portada del disco, lleva el retrato de Junko, aunque se desconoce si este EP es una sátira al acontecimiento de Junko, o un homenaje, ya que el único miembro de la banda es anónimo y sus letras son de temática experimental.
- La artista Sewerslvt tomó el nombre de su personaje, Jvnko, de Junko Furuta.
- La banda griega de thrash metal Bio-cancer realizó un homenaje a Junko Furuta en su álbum de 2023 titulado Revengeance con la canción "44 Days In Hell".